# Finhan
Finhan település Franciaországban, Tarn-et-Garonne megyében. Lakosainak száma 1475 fő (2022. január 1.). Finhan Montech, Mas-Grenier, Monbéqui és Montbartier községekkel határos.

## Népesség
A település népessége az elmúlt években az alábbi módon változott:
| Lakosok száma | 1498 | 1513 | 1541 | 1525 | 1531 | 1546 | 1522 | 1499 | 1475 |
|               | 2013 | 2015 | 2016 | 2017 | 2018 | 2019 | 2020 | 2021 | 2022 |